# Para ti... 14 éxitos originales
Para ti... 14 éxitos originales es un álbum recopilatorio del cantante y compositor mexicano Juan Gabriel.
Fue publicado en 1988. 
Fue certificado con disco de platino en Estados Unidos por 400 000 copias vendidas.

## Lista de canciones[1]
Todas las canciones escritas y compuestas por Juan Gabriel. 
| N.º | Título                       | Duración |  |
| 1.  | «Hasta Que Te Conoci»        | 7:11     |  |
| 2.  | «El Noa Noa»                 | 4:18     |  |
| 3.  | «Inocente Pobre Amigo»       | 4:07     |  |
| 4.  | «Cosas de Enamorados»        | 3:28     |  |
| 5.  | «Buenos Días Señor Sol»      | 2:42     |  |
| 6.  | «Caray»                      | 3:50     |  |
| 7.  | «Siempre en Mi Mente»        | 3:27     |  |
| 8.  | «Yo No Se Que Me Paso»       | 5:14     |  |
| 9.  | «He Venido a Pedirte Perdón» | 5:00     |  |
| 10. | «Querida»                    | 5:19     |  |
| 11. | «Ya Para Que»                | 3:06     |  |
| 12. | «Tus Ojos Mexicanos Lindos»  | 5:00     |  |
| 13. | «No Me Vuelvo a Enamorar»    | 3:20     |  |
| 14. | «Cuando Quieras Déjame»      | 3:02     |  |